# Bicze wodne

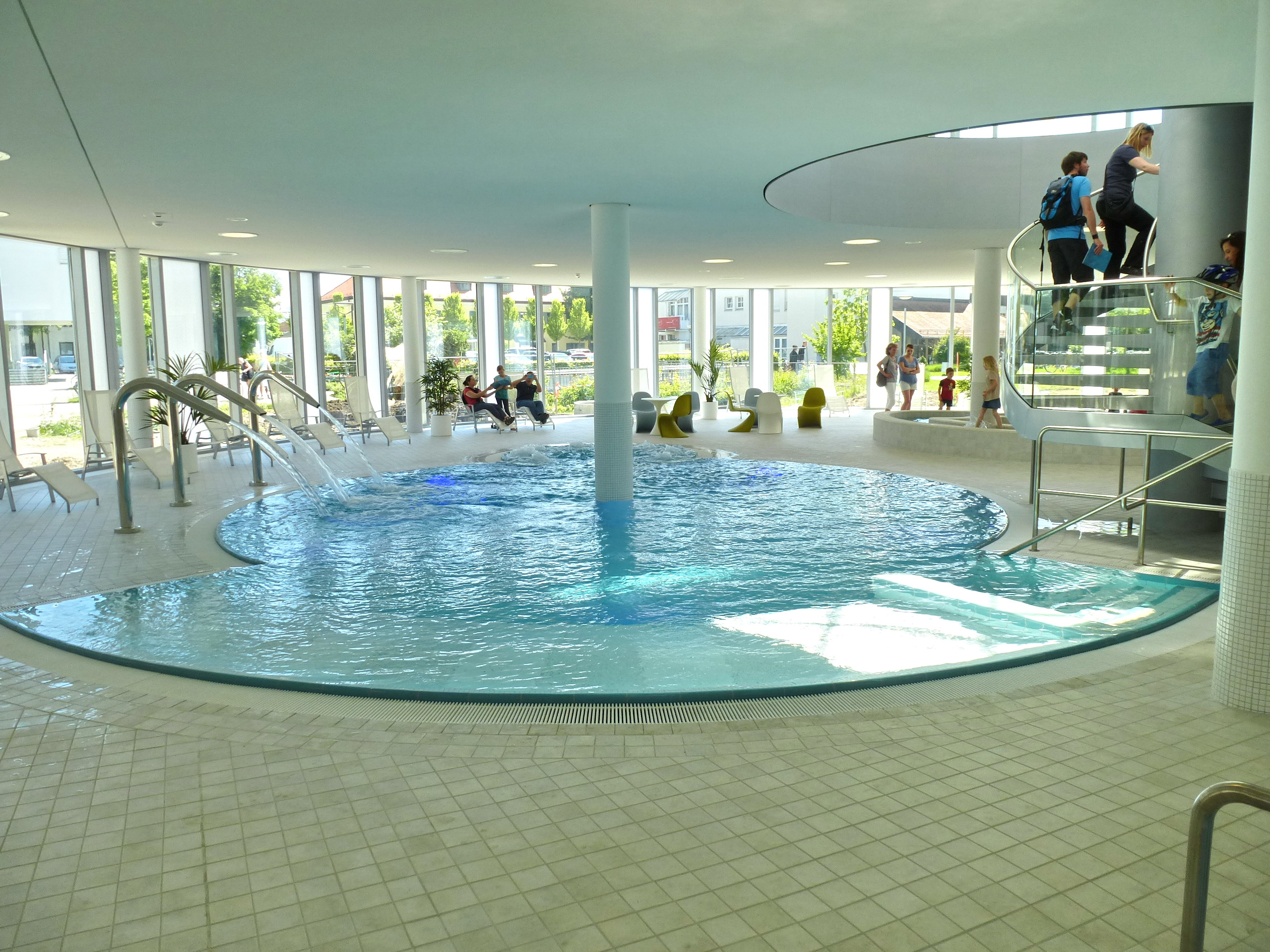
Bicze wodne (skupione) w kompleksie basenowym

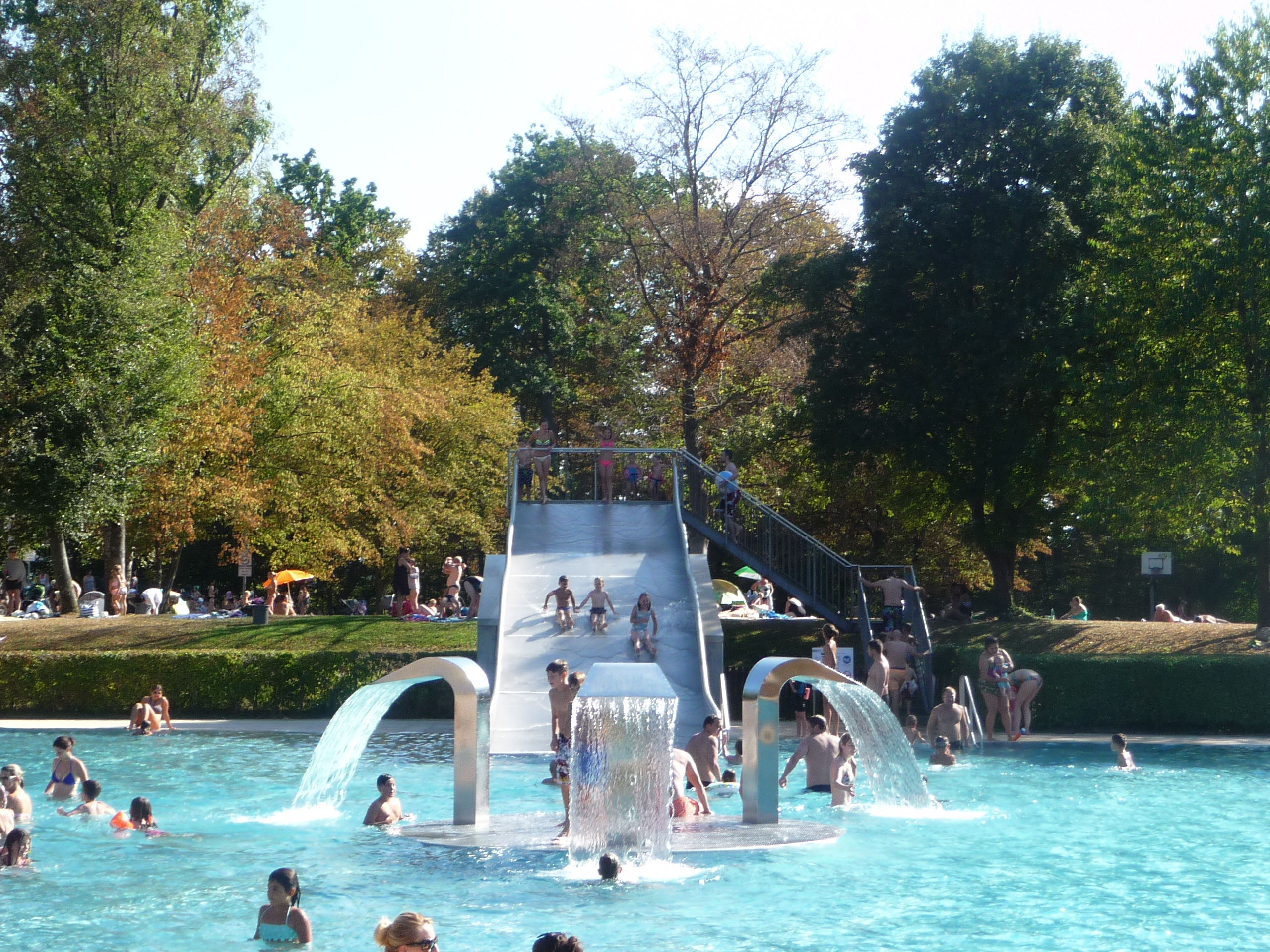
Bicze wodne (wachlarzowe) na basenie otwartym

Bicze wodne – strumienie wody wypuszczane z dysz umieszczonych nad powierzchnią wody służące do hydromasażu i relaksu. Występują w odmianach biczy wodnych skupionych oraz wachlarzowych. Popularne wyposażenie aquaparków, pływalni i ośrodków odnowy biologicznej. Jest elementem hydroterapii punktowej, wykorzystującej zarówno bodźce termiczne, jak i mechaniczne. W przeciwieństwie do masażu podwodnego masowane miejsca nie są zanurzone w wodzie. 
Specjalną odmianą są bicze szkockie – tu strumień wody jest na przemian ciepły i zimny. 